# 托賓鎮區 (密蘇里州蘇格蘭縣)
托賓鎮區（英語：Tobin Township）是位於美國密蘇里州蘇格蘭縣的一個行政鎮區。

## 地方資料
托賓鎮區的面積為72.73平方千米，當中陸地面積為72.16平方千米，而水域面積為0.57平方千米。根據2020年美國人口普查的數據，當地共有人口138人，而人口密度為每平方千米1.9人。